# Fan (Aude)
Fan (en francès Fa) és un municipi francès situat al departament de l'Aude i a la regió d'Occitània.